# Coppa Weifu Fangkai
La Coppa Weifu Fangkai (威孚房开杯棋王争霸赛S, Wēifú Fángkāi Bēi Qíwáng ZhēngbàsàiP, lett. "Campionato di go Coppa Weifu Fankai"), anche nota come Qiwang (da non confondere con l'omonimo torneo interrotto), è una competizione goistica a cadenza annuale, organizzata dall'Associazione cinese di go e sponsorizzata dal Governo del Popolo del municipio di Wuxi.
Fondato nel 2003, è stato sospeso nel 2005 e 2006, e dal 2020 al 2021.

## Albo d'oro
| Edizione | Anno | Vincitore     | Secondo classificato |
| -------- | ---- | ------------- | -------------------- |
| 1        | 2003 | Nie Weiping   | Yu Bin               |
| 2        | 2004 | Kong Jie      | Zhou Heyang          |
| 3        | 2007 | Hu Yaoyu      | Ma Xiaochun          |
| 4        | 2008 | Zhou Ruiyang  | Li Kang              |
| 5        | 2009 | Kong Jie      | Chen Yaoye           |
| 6        | 2010 | Gu Lingyi     | Peng Liyao           |
| 7        | 2011 | Tan Xiao      | Wang Lei             |
| 8        | 2012 | Peng Liyao    | Fan Tingyu           |
| 9        | 2013 | Yang Dingxin  | Zhou Ruiyang         |
| 10       | 2014 | Shi Yue       | Jiang Weijie         |
| 11       | 2015 | Ke Jie        | Fan Yunruo           |
| 12       | 2016 | Huang Yunsong | Mi Yuting            |
| 13       | 2017 | Fan Yin       | Zhang Tao            |
| 14       | 2018 | Gu Zihao      | Liao Yuanhe          |
| 15       | 2019 | Fan Tingyu    | Mi Yuting            |
| 16       | 2022 | Mi Yuting     | Yang Kaiwen          |
| 17       | 2024 | Li Qincheng   | Xie Ke               |
| 18       | 2025 | Ding Hao      | Fan Tingyu           |